# 野崎森男
野崎 森男（のざき もりお、1977年4月7日 - ）は、日本のベーシスト。
石川県金沢市出身。血液型はB型。身長180cm。ドラマーの野崎真助は実兄にあたる。

## 活動歴
1999年1月1日に LOOP THE LOOPのベーシストとしてSony Recordsよりメジャー・デビュー。
2000年に同バンド脱退後、スタジオ・ミュージシャンとして活動を開始。2004年のTama脱退後から2018年までポルノグラフィティのライブサポートを務める。サポートベーシスト以外にバンドCRAP JOEを結成しボーカル/ベースを担当。一時期、THE JERRY LEE PHANTOMにも加入。数多くのアーティストのライブにも参加している。
2016年4月、2011年7月に休止した自身のソロプロジェクト「FUZZ-FACTORY」に新たにサポートメンバーとしてギター・SUNAO、ベース・HALNA（ex.HaKU）、ドラム・野崎真助・吉田佳史、マニピュレーター/トランペット・中山浩佑を加え、「森男」と名前を変え復活。2016年6月4日・5日・26日/9月11日に東京某所、7月2日に大阪某所にてスタジオライブ開催。10月16日、下北沢garageにて単独ワンマンライブ。10月19日にShibuya eggmanにて「MORATORIUM」とのスリーマンライヴ・『モラトリーグ-Round1-』に出演。11月に1stツアー「森男」LIVE TOUR 秋の陣～紅～として、11/3 千葉MT Milly's、11/8 東大阪ライブハウス キルナ、11/10 金沢vanvanV4、11/18 広島SECOND CRUTCHにて開催。
2017年1月29日には再び下北沢garageにてワンマンライブ「黒く染まれば～始まりの夜」開催。3月10日に名古屋タイトロープ、3月11日に東大阪ライブハウス キルナにて下北沢garageと同タイトルのワンマンライブ開催。4月9日に下北沢garageにてワンマンライヴ「2nd ALBUM『黒』レコ発ライヴ」開催。4月22日に渋谷duo MUSIC EXCHAGEにて『STAR★ROCK fes 2017』開催。出演：MORATORIUM・te'・喜多村英梨・森男・チリヌルヲワカ（出演順）スペシャルゲスト：THE 野党。5月2日-6月25日、2ndツアー「森男」ワンマンライブツアー 春の陣～黒～を開催。5/2 福岡Queblik、5/3 広島SECOND CRUTCH、5/6 下北沢garage、5/7 千葉MT milly's（以上4公演ドラム吉田佳史）5/28 金沢vanvanV4、6/16 名古屋タイトロープ、6/18 東大阪ライブハウス キルナ、6/24・25 下北沢garage（以上5公演ドラム・野崎真助）。6月11日、都内にて『森男』初のアコースティックライブ開催。7月18日より「森男」アコースティックライヴツアー～響き～開催。SUNAO参加。7/18 横浜 Hey-Joe、8/4 金沢JealousGuy、8/5 東大阪カフェ キルナ。9月3日、TSUTAYA O-EASTにて、人間椅子・te'とのスリーマンライブ『STAR★ROCK fes 2017 番外編～真夏の夜の黄金の夜明け～』開催。22日、目黒Blues Alley Japanにて「森男」メンバーの中山浩佑がリーダーを務める「K's Factory」の1stライブ「Return to Music for Steps to」にサポートとして出演。9月26日より「森男」アコースティックライヴ～響き～「独」開催。9/26 横浜 Hey-JOE（ゲスト：SUNAO）、9/28 金沢 JealousGuy、9/30 東大阪カフェ キルナ、10/10 自由が丘 hyphen（ゲスト：SUNAO、MariNa）開催。11月27日より「森男」アコースティックライヴ〜響き〜「冬の陣」開催。
2018年1月10日、二人組女性ロックユニット、A Sky of Magnoliaのプロデュース・サポートをチームで始めると発表。3月30日、目黒Blues Alley Japanにて「K's Factory」の2ndライブ「Live the Life you Love」にサポートミュージシャンとして出演。5月20日、八尾市文化会館プリズムホールにて開催された初の外部フェス『やおミュージックフェスティバル2018』にアコースティック編成で出演（gt:SUNAO、Trp:中山浩佑）。7月3日、ポルノグラフィティのサポートを離れると発表。7月7日、A Sky of Magnolia結成1周年記念ワンマンライブ「The Tempest of Butterfly 〜双星のリビドー〜」にサポートとして出演。9月1日に開始の矢沢永吉のライブツアー「69TH ANNIVERSARY TOUR 2018『STAY ROCK』」に唯一の日本人サポートとして全行程参加。9月28日、ネルソン・バビンコイのライブ「When The Lights Go Out」に出演。11月3日、森男アコースティックライブ 〜響き〜秋の陣「光と闇」開催。11日、A Sky of Magnolia主催「Live AMP Vol.3 児塚あすか生誕祭」に「森男」の他、A Sky of Magnolia、我流トーキョーのサポートとしても出演。12月14日、目黒Blues Alley Japanにて「K's Factory」の2ndライブ「Live the Life you Love」に、サポートとして出演。12月24日、森男アコースティックライブ〜響き〜冬の陣 「愛してやるからかかってこいよ!〜再来〜」開催。
2019年1月20日、東大阪ライブハウス キルナにて、『かなえテクノPresents STAR★ROCK Fes2019 ミニマム編 〜森男 vs A Sky of Magnolia〜』開催。1月26日、自由が丘hyphenにて、森男アコースティックライブ〜響き〜冬の陣「夜曲」開催。2月23日、横浜Hey-JOEにて、森男アコースティックライブ〜響き〜冬の陣「夜曲」開催。2月23日-4月5日まで、CAMPFIREにて、『森男アコースティックアルバム制作・アルバムツアー実現プロジェクト』を実施。4月18日より「森男」アコースティックライヴ～響き～春の陣「夜曲」開催。6月9日より「森男」アコースティックライヴ～響き～梅雨から夏の陣「夜曲」開催。11月16日-12月14日まで矢沢永吉のライブツアー「EIKICHI YAZAWA CONCERT TOUR 2019『ROCK MUST GO ON』」にサポートとして全行程参加。12月20日-25日まで矢沢永吉のスペシャルライブ「EIKICHI YAZAWA SPECIAL NIGHT 2019 『Dreamer』」にサポートとして全行程参加。

## エピソード
野崎家の三男。長兄は一般人で、次兄はドラマーである野崎真助。11歳の時に兄の影響でベースを始めた。尊敬するベーシストは人間椅子の鈴木研一。CRAP JOEに幻のミニアルバムが存在。

## 主な使用機材

### ベース
- B.C Rich Eagle Bass 1981
- B.C.Rich Eagle Bass 1977
- フェンダー・ジャズベース（年式不明）
- Atlansia Victoria
- Atlansia Garland NZK Model
- Fender Custom Shop MB 1961 Precision Bass Relic by Jason Smith
- Provision Guitar 　VTPB-PRO-MN#001/VW
- MOON GUITARS JB-4 CLASSIC
- GIBSON EB-3

### エフェクター
- Double-PD
- Free The Tone PROGRAMMABLE ANALOG 10 BAND EQ PA-1QB<
- BOSS BASS COMP BC-1X
- electro harmonix Bass Big Muff
- electro harmonix Bass Soul Food

## 作品

### 「FUZZ-FACTORY」名義
- 『Fuzz Groove Monster』シリーズ（1～6）
- 『WORLD END』
- 『Howling Mind』
- 『MONKEY MONSTER』シリーズ（1,2）

### 「CRAP JOE」名義
- 『SILENT MONSTER』
- 『CRASH INTO YOU』
- 『Cat was Dead』
- 『REDBLACK』

### 「森男」名義
- アルバム『紅』『黒』
- シングル『夜曲』『夜曲Ⅱ』
- DVD
  - 『黒』レコーディングドキュメント
  - 「森男」LIVE TOUR 2017　春の陣　黒
  - 「森男」配信アコースティックライヴ～響き〜

### 写真集
- 「野崎大森男」